# The Wildest!
The Wildest! ist ein 1956 beim Label Capitol Records erschienenes Livealbum von Louis Prima. Produzent war Voyle Gilmore.

## Zum Album
Das Album wurde mit Louis Primas Frau Keely Smith und dem Saxophonisten Sam Butera live im Studio mitgeschnitten und gilt als Louis Primas Karrierehöhepunkt. Er selbst meinte zum Album: „Ich habe Hits gemacht, aber sie haben mir nie gefallen. Doch hier stimmt alles.“ Man hat oft versucht, den Sound der Platte zu imitieren, zuletzt Brian Setzer mit einem Cover von Jump, Jive,  An' Wail.

## Kritik
Wegen der drei Songs You Rascal You, Basin Street Blues und When It's Sleepy Time Down South wird das Album oft als ein „italienisch gestylter Nachahmer von Louis Armstrong“ bezeichnet.

## Tracks
1. Just A Gigolo / I Ain't Got Nobody
2. For My Baby
3. The Lip
4. Body and Soul
5. Oh Marie
6. Basin Street Blues When It's Sleepy Time Down / South
7. Jump, Jive, An' Wail
8. Buona sera
9. Night Train
10. You Rascal You